# Eumedonia sarykola
Eumedonia sarykola är en fjärilsart som beskrevs av Leo Andrejewitsch Sheljuzhko 1914. Eumedonia sarykola ingår i släktet Eumedonia och familjen juvelvingar. Inga underarter finns listade i Catalogue of Life.